# アレックス・ビーゴ
アレックス・ビーゴ・ガマリエル（Alex Vigo Gamaliel、1999年4月28日 - ）は、アルゼンチン・サンタフェ出身のサッカー選手。CAタジェレス所属。ポジションはディフェンダー。

## 経歴

### コロン
2009年にCAコロンの下部組織に入団し、2019年1月23日にプロ契約を締結、同月28日のAAアルヘンティノス・ジュニアーズ戦でプロデビューを果たした。

### リーベル・プレート
2021年2月19日、CAリーベル・プレートに移籍金175万ユーロで移籍した。

### インデペンディエンテ
2022年2月7日、CAインデペンディエンテにレンタル移籍した。

### レッドスター・ベオグラード
2023年1月21日、レッドスター・ベオグラードにレンタル移籍した。セルビアでは16試合に出場して3ゴールを決め、ビーゴの契約には220万ドルでの購入オプションも付随していたが行使されることはなかった。

### タジェレス
2024年1月9日、CAタジェレスに2026年までの契約で移籍した。なお、この移籍に際してリーベル・プレートは将来的な売却に備えて10%の保有権を維持した。